# Diego Martín Alonso López
Diego Martín Alonso López   (Montevideo, 16 d'abril de 1975) és un exfutbolista uruguaià, que ocupava la posició de davanter. El seu cosí, Iván Alonso, també és futbolista i com en Diego va desenvolupar part de la seua carrera a la competició espanyola. Actualment fa d'entrenador de futbol.

## Trajectòria
Després de destacar al Bella Vista del seu país i al Gimnasia La Plata com a golejador, el 2000 és fitxat pel València CF per a jugar a la lliga espanyola. No acaba de quallar i és suplent al conjunt merengot. A la campanya següent recala a l'Atlètic de Madrid, per aquella època a la Segona Divisió. El charrúa va sobresortir a l'esquadra matalassera, marcant 22 gols en 38 partits, ajudant els colchoneros a tornar a la Lliga i formant una eficaç associació d'atac amb el seu compatriota Fernando Correa, que en va afegir 13, li van valdre, d'una banda, el trofeu de màxim golejador de la categoria, i d'altre, assolir l'ascens del seu equip a primera divisió.
El davanter continuaria en el Racing de Santander i el Màlaga CF sense recuperar els números de l'Atlético. Tindria una breu estada a Mèxic abans de jugar de nou la Segona Divisió amb el Reial Múrcia.
L'estiu del 2006 retorna al seu país per jugar amb el Nacional. Posteriorment recalara a la lliga xinesa i de nou a Gimnásia y Esgrima. El 2009 s'ha incorporat a un altre club uruguaià, el Peñarol.

## Internacional
Alonso va jugar set partits amb la selecció de l'Uruguai en cinc anys. El seu debut es va produir el 17 de juny de 1999 en una victòria amistosa per 3-2 contra Paraguai, a Ciudad del Este.
Alonso va ser escollit per a la selecció nacional per a la Copa Amèrica d'aquell any, i va marcar en el seu intent de tanda de penals de quarts de final (victòria 5–3) per a l'eventual subcampió, també contra Paraguai, l'amfitrió. Malgrat la seva temporada amb l'Atlètic no va ser seleccionat per a la Copa del Món de la FIFA 2002, i posteriorment va criticar l'entrenador Víctor Púa.

## Palmarès
- Apertura mexicà 2004